# Grinning Like an Undertaker
Grinning Like an Undertaker es el cuarto álbum de estudio de la banda de crossover thrash de Seattle The Accüsed.
Está producido por el conocido productor Jack Endino (que a producido, también, a Nirvana y a Soundgarden, entre otros). El álbum, fue mezclado en Music Source, en Seattle, y masterizado en Future Disc, Hollywood (California). Es el primer disco con la discográfica Nasty Mix y, también, el primero en el que aparece el batería Josh Sinder, cuya labor a los tambores fue alabada por el crítico de la web Allmusic.
Contiene una colaboración del rapero The Mad Poet, en el tema con tintes funk "Down and Out (Featuring the Mad Poet)". También, hay una versión de un tema de la banda The Who, "Boris the Spider".

## Lista de temas
1. Pounding Nails (Into the Lid of Your Coffin) 03:07
2. Bullet-Ridden Bodies 02:44
3. The Corpse Walks 03:41
4. Grinning (Like An Undertaker) 01:50
5. Down and Out (Featuring the Mad Poet) 03:45
6. Cut & Dried 01:42
7. Dropping Like Flies 02:34
8. M Is for Martha 02:50
9. Room 144 02:59
10. When I Was a Child 02:33
11. The Night 02:29
12. Voices 03:18
13. Boris the Spider (The Who cover) 02:37
14. Tapping the Vein

## Créditos
- Blaine Cook - Voz
- Tommy Niemeyer - Guitarra
- Alex "Maggot Brain" Sibbald - Bajo
- Josh Sinder - Batería

- Datos: Q5885824